# 日向大束駅
日向大束駅（ひゅうがおおつかえき）は、宮崎県串間市大字奈留にある、九州旅客鉄道（JR九州）日南線の駅である。

## 歴史
- 1935年（昭和10年）4月15日：鉄道省志布志線（現・日南線）の駅として開設[1][2]。
- 1961年（昭和36年）4月1日：貨物取扱廃止[2]。
- 1963年（昭和38年）5月8日：志布志線志布志駅 - 北郷駅間が日南線へ編入、同線の駅となる[2]。
- 1985年（昭和60年）3月14日：荷物扱い廃止[2]。
- 1987年（昭和62年）4月1日：国鉄分割民営化に伴い、JR九州の駅となる[2]。
- 2022年（令和4年）4月1日：宮崎支社発足、鹿児島支社から同支社へ移管[3]。

## 駅構造

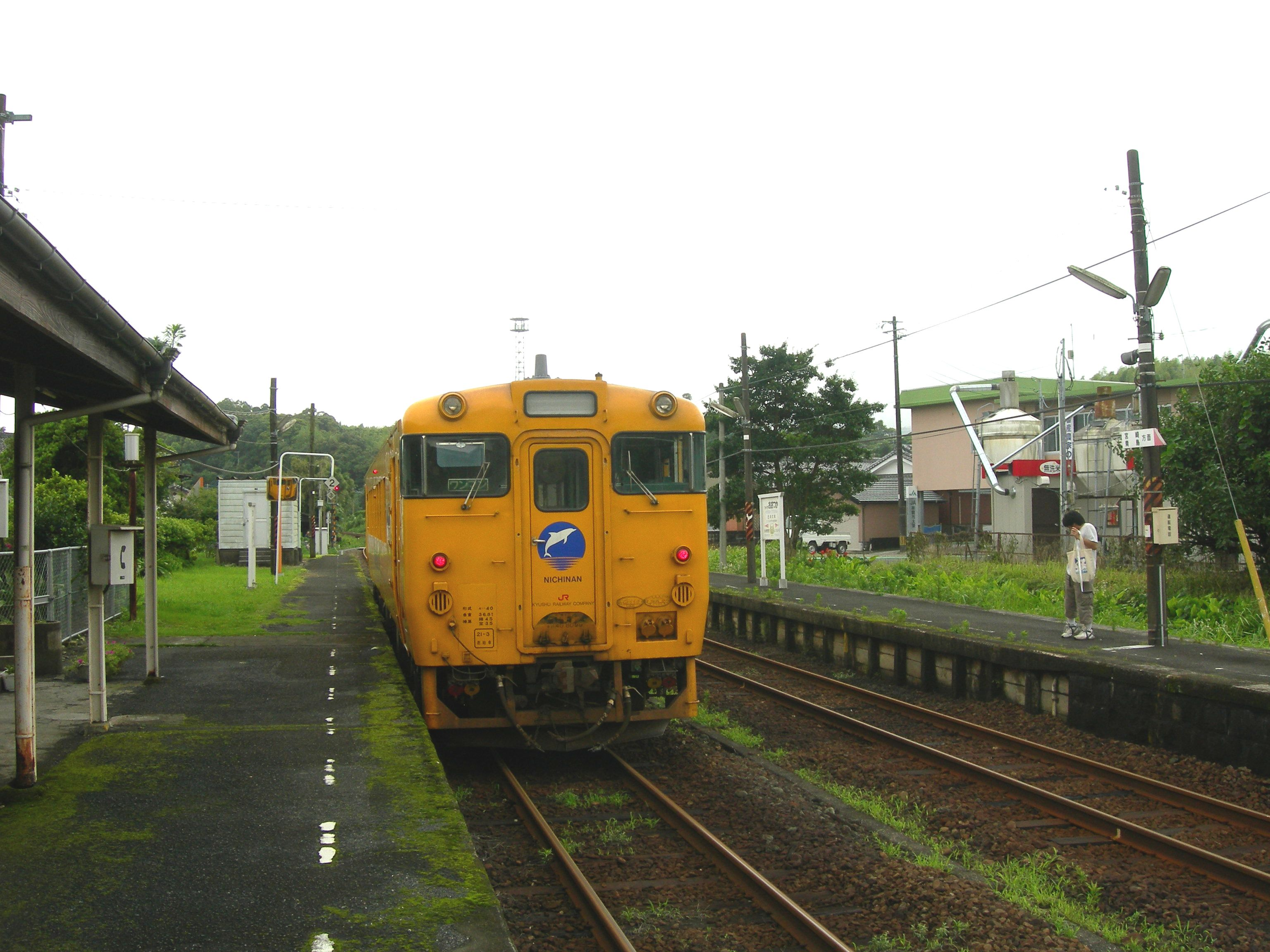
ホーム（2010年6月）

相対式ホーム2面2線を有する列車交換可能な地上駅。両ホームは構内踏切で連絡している。小さい木造駅舎を備える。
無人駅。隣の榎原駅（南郷町）との間には長い坂（最大25‰）の勾配があり、距離も開いているため、以前は最大で17分の交換待ち停車があった。

### のりば
| のりば         | 路線    | 方向 | 行先             |
| -------------- | ------- | ---- | ---------------- |
| 東側（駅舎側） | ■日南線 | 下り | 串間・志布志方面 |
| 西側           | ■日南線 | 上り | 油津・宮崎方面   |

## 利用状況
2015年（平成27年）度の1日平均乗車人員は24人である。
近年の1日平均乗車人員の推移は以下の通り。
| 年度   | 1日平均 乗車人員 |
| ------ | ---------------- |
| 2002年 | 43               |
| 2003年 | 49               |
| 2004年 | 42               |
| 2005年 | 33               |
| 2006年 | 39               |
| 2007年 | 33               |
| 2008年 | 39               |
| 2009年 | 42               |
| 2010年 | 31               |
| 2011年 | 25               |
| 2012年 | 26               |
| 2013年 | 27               |
| 2014年 | 26               |
| 2015年 | 24               |

## 駅周辺
- 国道220号
- 串間市役所大束支所
- 大束郵便局
- 福島古墳群

## 隣の駅
九州旅客鉄道（JR九州）
■日南線
■快速「日南マリーン号」(飫肥駅より各停)・■普通
榎原駅 - 日向大束駅 - 日向北方駅